# Vestfold
Vestfold is een fylke ('provincie') in het zuidoosten van Noorwegen. Het ligt aan de westzijde van het Oslofjord. Vestfold grenst aan Buskerud in het noorden en Telemark in het westen. Het is de op een na kleinste provincie van het land. 
Vestfold werd per 1 januari 2020 samengevoegd met Telemark tot de nieuwe provincie Vestfold og Telemark. De provincie herindeling bleef de gemoederen bezighouden, waardoor na slechts vier jaar de fusieprovincie werd ongedaan gemaakt, waardoor zowel Vestfold als ook Telemark opnieuw zelfstandige fylkes werden. 
De provincieadministratie ligt in Tønsberg. De grootste steden in Vestfold zijn Sandefjord, Larvik en Tønsberg.
De provincie omvat de vroegere graafschappen Jarlsberg en Laurvig (Larvik). De graafschappen werden in 1821 opgeheven, toen Jarlsberg en Laurvig Ambt opgericht werden.
De provincie is bekend door haar toerisme. Het is een geliefd gebied voor Noren en buitenlanders om er vakantie te houden. Lågen is een beroemde zalmrivier. De kust is rijk aan vis en mosselen. Het gebied heeft meerdere uitgravingen en vondsten die teruggaan tot de Viking-periode zoals het Osebergschip, een 9e-eeuws Vikingschip.
De industrie bestaat hoofdzakelijk uit scheepvaart, houtveredeling, chemische industrie en IT/communicatie. Het gebied was vroeger vooral bekend door de walvisvaart.

## Gemeenten in Vestfold
Vestfold omvat vanaf 1 januari 2024 zes gemeenten:
| 1. Færder 2. Holmestrand 3. Horten 4. Larvik 5. Sandefjord 6. Tønsberg |

### Gemeentelijke herindelingen
Op 1 januari 2017 werden Andebu en Stokke opgenomen in de gemeente Sandefjord. Op 1 januari 2018 fuseerden Nøtterøy en Tjøme tot de gemeente Færder, werd Lardal in Larvik opgenomen en Hof in Holmestrand. Op 1 januari 2020, bij het opheffen van de provincie, werden de gemeenten Re, Sande en Svelvik opgeheven. Re werd opgenomen in de gemeente Tønsberg en Sande in de gemeente Holmestrand en Svelvik werd opgenomen in de gemeente Drammen in de provincie Buskerud, die op dezelfde dag werd opgenomen in de op die dag gevormde provincie Viken.